# MacCoffee
MacCoffee — торговая марка кофе, производимая сингапурской компанией Food Empire Holdings Ltd.

## История
Бренд MacCoffee производится компанией Future Enterprises Pte (в 2000 году вошла в холдинг Food Empire), которая была основана Таном Ванг Чоу в Сингапуре в 1982 году как IT-компания. Идея создания кофейного бренда MacCoffee родилась во время визита предпринимателя в Казахстан в конце 1980-х годов. Тан Ванг Чоу поставлял персональные компьютеры и периферию в Восточную Европу и Центральную Азию и во время одной из поездок он привез несколько сашетов быстрорастворимого кофе 3 в 1. По словам Мистера Тана, он попросил своих казахстанских дистрибьюторов попробовать кофе, после чего они сразу сделали свой первый заказ на 22 контейнера (TEU).
В 1994 году бренд вышел на рынок России и стран СНГ с продукцией кофе-микс. В 1995 году были открыты представительства компании в Москве и Казахстане. В 2006 году в городе Яхрома (Московская область) был открыт завод по производству кофе MacCoffee, который позволяет производить до 100 миллионов сашетов растворимого кофе в месяц. В 2010 году была основана дистрибьюторская компания WellDis в Казахстане.

В 2007 году компания произвела ребрендинг, в результате которого новый дизайн упаковки стал иметь единую концепцию для всех продуктов бренда, а в логотип было включено уникальное сочетание букв «cC» в виде чашки с дымящимся кофе. Кроме этого, с упаковки исчезли изображения орла и американского флага.

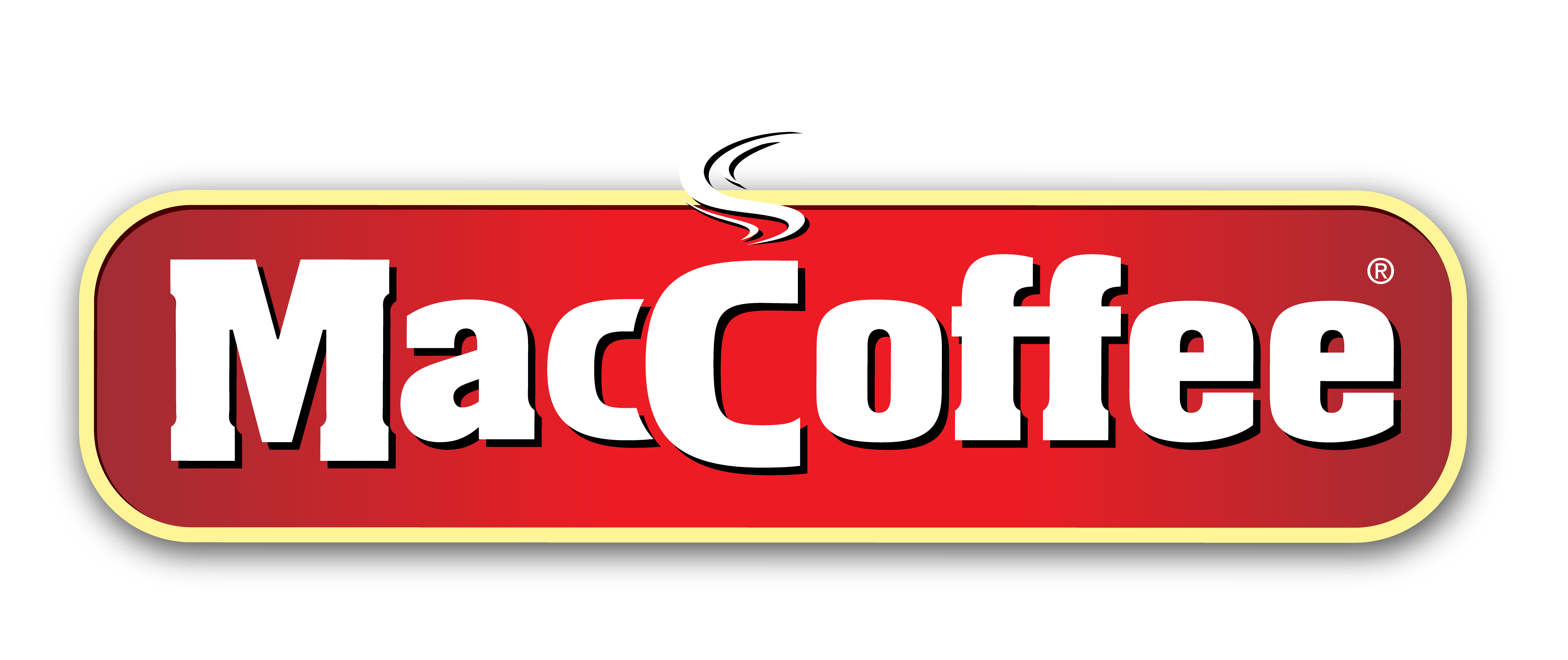

## Деятельность
Бренд MacCoffee представлен в более чем 50 странах, имеет 24 представительства и 9 заводов по всему миру. В 2016 году MacCoffee был признан ведущим брендом растворимого кофе на основных рынках Food Empire (Россия, Украина и Казахстан). Компания занимает 50 % рынка в сегменте растворимого кофе, а на сам российский рынок в 2016 году пришлась почти половина общих доходов компании. По данным исследовательской компании TNS Central Asia, в 2008 году MacCoffee вошел в пятерку наиболее популярных марок растворимого кофе в Казахстане. Исследование показало, что кофе данной марки известно 79 % жителей и более 55 % его употребляют.
Во Вьетнаме бренд MacCoffee занимает 7,7 % всего рынка растворимого кофе. На территории Африки MacCoffee продается в таких странах, как Нигерия, Кения, Камерун и др. Изначально здесь предлагался только кофе 3 в 1, однако сейчас на рынке присутствует растворимый кофе «MacCoffee Classic» в виде сашетов 1,6 и 2 г, а также банки 50, 100 и 200 г. В первом полугодии 2014 года доход компании на так называемых «других рынках», включая Юго-Восточную Азию и Ближний Восток, вырос на 32,5 % до 15,1 млн долларов США.
К концу 2016 году чистая прибыль Food Empire была равна 13,8 млн долларов США, а доходы компании составили 242,2 млн долларов США.
Бренд MacCoffee является обладателем ряда международных наград, среди которых Singapore Brand Award, Марка № 1 в России, Выбор года (Украина), Бренд года/Effie и другие, а сама компания Food Empire была признана одной из пяти самых успешных малых и средних компаний Сингапура в категории «Продажи/оборот». В 2012 году в программе «Контрольная закупка» MacCoffee лидировал по результатам слепой дегустации.
Также в разные годы MacCoffee являлся официальным спонсором кубка УЕФА, чемпионатов мира по футболу, чемпионатов Европы по фигурному катанию, кубка мира по хоккею.

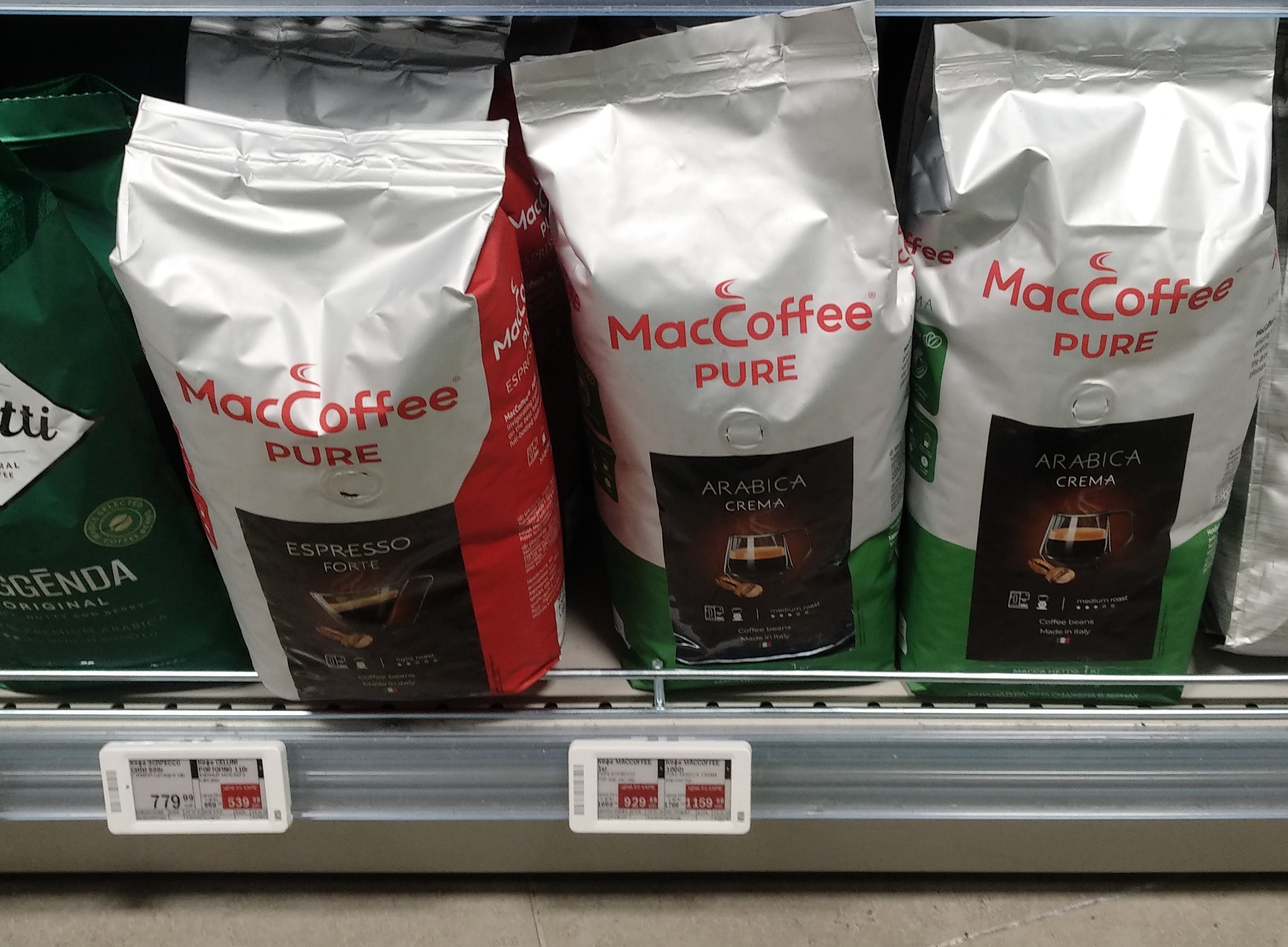
Кофе MacCoffee на полке супермаркета в Москве

| «3 в 1»: - MacCoffee The Original - MacCoffee Strong - MacCoffee Caramel - MacCoffee Hazelnut - MacCoffee Irish Cream - MacCoffee Amaretto - MacCoffee Colombian - MacCoffee Mocha - MacCoffee French Vanilla - MacCoffee MAX Classic - MacCoffee MAX Latte - MacCoffee MAX Strong - MacCoffee Gold Classic - MacCoffee Gold Latte - MacCoffee Cup - MacCoffee XL - MacCoffee Cappuccino Traditional - MacCoffee Cappuccino Irish Cream - MacCoffee Cappuccino Chocolate - MacCoffee Cappuccino French Vanilla - MacCoffee Wellness Ginseng - MacCoffee Wellness Collagen | Сублимированный - MacCoffee Gold - MacCoffee Premium - MacCoffee Arabica Гранулированный - MacCoffee Favorite Растворимый - MacCoffee Classic - MacCoffee Original - MacCoffee Gold - MacCoffee Premium - MacCoffee Gold Ground Coffee - MacCoffee Gold Beans Creme Ready to Drink «2 в 1» Натуральный - MacCoffee PURE Espresso Forte - MacCoffee PURE Arabica Crema |

## Защита товарного знака
В 2002 году в Латвии McDonald’s пытался оспорить правомерность использования компанией Future Enterprises Singapore (FES), принадлежащей холдингу Food Empire, бренда MacCoffee. Однако Патентное ведомство Латвии и суд первой инстанции признали требования американской компании необоснованными. Позже McDonald’s предпринимал попытки отменить регистрацию других товарных знаков компании в Сингапуре и на Украине, но также безуспешно.
Летом 2003 года FES выиграла суд против красноярской компании «Унипак-Сервис», выпускающей аналогичный продукт «МаксКофе». Арбитражный суд Москвы признал, что бренд «МаксКофе» является имитацией MacCoffee и запретил компании продавать продукцию. По данным Future Enterprises Singapore, это было первое выигранное в России судебное дело по защите прав бренда от его имитации.
В этом же году Future Enterprises Singapore направила в Роспатент заявление с возражениями против регистрации товарного знака «МакКафе» на корпорацию McDonald’s, ссылаясь на то, что сингапурский бренд зарегистрирован в России с 1998 года. В 2004 году Роспатент отказал компании McDonald’s в регистрации товарного знака названия сети кофеен «Мак Кафе», однако McDonald’s оспорил это решение в суде, который выиграл в 2006 году.
В 2016 году McDonald’s пытался ликвидировать товарную марку MacCoffee с рынка Литвы из-за что схожести названия бренда с McCafe. Дело завершилось в пользу сингапурской компании и регистрация MacCoffee в Литве не была отменена.